# Norfolkbrillenvogel
Der Norfolkbrillenvogel (Zosterops albogularis) auch als Weißbrust-Brillenvogel  oder Weißkehlbrillenvogel bezeichnet, ist ein erst in jüngster Zeit ausgestorbener Vertreter der Brillenvögel (Zosteropidae). Er war endemisch auf der Norfolkinsel zwischen Neukaledonien und Neuseeland.

## Beschreibung
Er erreicht eine Länge von 14 cm und gehört damit zu den größten Brillenvogelarten. Die Flügellänge beträgt 7,5 cm und das Gewicht ca. 30 g. Seine Erscheinung wird durch einen hellgrünen Kopf, einen olivgrün-gefärbten Nacken sowie einen weißen Kehl- und Bauchbereich charakterisiert. Ein weiteres Kennzeichen ist ein auffälliger weißer Augenring. Männchen und Weibchen sind ähnlich gefärbt.

## Lebensraum
Sein einziger Lebensraum war ein 5 km² großes Areal am Mount Pitt im Norfolk Island National Park.

## Lebensweise und Nahrung
Er durchstreift sein Revier einzelgängerisch. Seine Nahrung besteht aus Früchten, Beeren, Blütennektar und Insekten.

## Fortpflanzung
In der Brutsaison von Oktober bis Dezember bauen die Paare ein becherförmiges Nest, in das das Weibchen zwei weißliche Eier legt. Die Brutzeit dauert elf Tage und nach weiteren elf Tagen werden die Jungvögel flügge.

## Gefährdungsstatus
Als größte Gefährdungsursachen gelten Lebensraumzerstörung sowie eingeführte Tierarten. Der Niedergang des Norfolkbrillenvogels wird in erster Linie auf den Predationsdruck durch die vermutlich ab Mitte der 1940er Jahre eingeführten Hausratten zurückgeführt. Waldrodungen und die Einschleppung und Ausbreitung invasiver exotischer Wildkräuter in den verbliebenen einheimischen Wäldern verschärften die Bedrohung für den Norfolkbrillenvogel. Landwirtschaftlich bedingter Lebensraumverlust, Prädationsdruck durch Hauskatzen und Konkurrenz durch den nachweislich seit 1904 auf die Insel gelangten Graumantelbrillenvogel trugen möglicherweise zum Rückgang des Norfolkbrillenvogels bei, stellen aber vermutlich keine hauptursächlichen Faktoren dar.
Im Jahre 1962 gab es nur noch 50 Exemplare. 1986 errichtete man den Norfolk Island National Park, aber aufgrund der Fluktuation blieben viele Suchen nach dieser Art erfolglos. 1978 wurden 4 Exemplare beobachtet, eine Sichtung im Jahre 2000 ergab ein Exemplar. Der letzte Nachweis war im Dezember 2005, als ein Exemplar beobachtet wurde. Nach einer erfolglosen Suchaktion durch den Ornithologen Guy Dutson im Jahre 2009 galt diese Art als vermutlich ausgestorben.
Die IUCN listete die Art auf ihrer Roten Liste gefährdeter Arten seit 1994 und zuletzt noch 2018 als „Vom Aussterben bedroht“ (Critically Endangered) auf. 2010 wurde der Gefährdungsstatus im Action Plan for Australian Birds auf „vom Aussterben bedroht“ mit dem Zusatz „Möglicherweise ausgestorben“ (Critically Endangered (Possibly Extinct)) gesetzt. 2013 schätzte ein Experte (Dutson, 2013) die Wahrscheinlichkeit, dass ein Restbestand von weniger als 10 Norfolkbrillenvögeln übersehen worden sein könnte, auf 17 Prozent ein. Nachdem im Jahr 2017 in einer Reihe von fachwissenschaftlichen Beiträgen eine entsprechende Methodik zur Verfügung gestellt wurde (Akçakaya und Andere, 2017; Keith und Andere, 2017; Thompson und Andere, 2017), konnte die Wahrscheinlichkeit neu berechnet werden, mit der der Norfolkbrillenvogel unter Zugrundelegung von Meldungen und Untersuchungen und auf Grundlage der Bedrohungslage ausgestorben ist. 2018 erschien eine fachwissenschaftliche Publikation (Butchart, 2018) die die Wahrscheinlichkeit des Fortbestehens des Norfolkbrillenvogels in einer Kombination aus dem Modell nach Keith und Anderen (2017) und Thompson und Anderen (2017) je nach Bezugsgrundlage auf entweder 61 % oder 9 % einschätzte und die durchschnittliche Wahrscheinlichkeit des Aussterbens der Art auf 0,86 berechnete, womit der Wert unterhalb der Schwelle für das Aussterben von 0,9 lag. Wird allerdings die Qualität mitbeurteilt, mit der in der zweiten Dekade des 20. Jahrhunderts nach dem Norfolkbrillenvogel gesucht wurde, steigt die Wahrscheinlichkeit des Aussterbens auf 0,99. Daher wird die Art von der IUCN seit 2024 (auf Grundlage der Methodik nach Akçakaya und Andere, 2017; Keith und Andere, 2017; Thompson und Andere, 2017) nicht mehr als „Vom Aussterben bedroht“ (Critically Endangered), sondern als „Ausgestorben“ (Extinct) eingestuft.
Da der Norfolkbrillenvogel nach australischem Recht (Environment Protection and Biodiversity Conservation Act 1999, kurz: EPBC Act) bereits seit 2000 als ausgestorben (Extinct) eingestuft wurde, damals jedoch wahrscheinlich noch existierte und seine Bestandserholung dringend Unterstützung durch Schutzmaßnahmen erfordert hätte, stellt er möglicherweise ein Beispiel für den Romeo-Irrtum dar, bei dem das Aussterben einer Art durch ihre vorzeitige Einstufung als ausgestorben mitverursacht wird.